# Biofore-talo
Biofore-talo (en français : maison Biofore) est un immeuble de bureaux de six étages construit dans le quartier de Kluuvi à Helsinki en Finlande.

## Histoire
La maison Biofore est le siège de l'entreprise UPM.
Il est situé à l'extrémité est du parc de Töölönlahti à l'adresse Alvar Aalton katu 1.
L'immeuble de bureaux de cinq étages a été conçu par Pekka Helin et son cabinet d'architectes Helin & Co, et a été achevé en 2013 dans le cadre des nouveaux immeubles de bureaux de Töölönlahti.
Le siège social d'UPM était auparavant situé à proximité de la place du Marché d'Helsinki, au coin d'Eteläranta et d'Eteläesplanadi.
La zone de l'ancienne gare de triage de Töölönlahti a commencé à être reconstruite dans les années 2000 et, en 2008, UPM a organisé un concours international d'architectes pour un nouvel immeuble de bureaux.
Les travaux de construction ont commencé en janvier 2012 et se sont achevés après 20 mois en septembre 2013.

## Architecture
Le bâtiment Biofore se compose de deux parties reliées par un pont enjambant la rue Alvar Aalto.
Le bâtiment a une apparence à multiples facettes et sa façade est composée de brique, de béton, de verre, d'acier et de bois.
Ses éléments en bois sont produits par La société UPM.
Le bâtiment peut accueillir 450 employés.
Les espaces de travail sont conçus comme des espaces ouverts, et selon les tendances modernes, le bâtiment est équipé d'espaces spéciaux de travail et de conception en groupe.
Des balcons sont situés du côté ouest.